# Шихаммат Кади из Эрпели
Шихамат-кади Эрпелинский (1833 или 1834—1917 или 1918) — известный кумыкский поэт, писатель, переводчик и издатель XIX века, религиозный и общественный деятель.
Автор первого романа в стихах в кумыкской литературе.

## Биография
По национальности Кумык. Родился в 1249 г. хиджры (по григорианскому календарю 1833 или 1834 год) в селе (ауле) Эрпели (ныне село Буйнакского района Дагестана). Сын Байболата. Умер в 1918 г. и похоронен в родном селе Эрпели Тарковского шамхальства.
В юности он получил духовное образование в родном селении и в других аулах Дагестана. Кроме своего родного языка писатель великолепно владел арабским, тюркским, татарским, аварским, чеченским языками. Служил кади, главой мусульман аула. Был активным религиозным деятелем, распространявшим и пропагандировавшим Ислам.
Одновременно с общественной деятельностью, приложил немало усилий для становления кумыкской литературы. В 1907—1917 Шихаммат-кади подготовил и издал более 30 книг. Большинство из них написаны на кумыкском, и на арабском языках.
Некоторые его книги — перевод на родной язык трудов арабских, тюркских, аварских, татарских писателей и учёных, ставших частью кумыкской литературы и религиозной культуры.
Написанные простым, доступным кумыкам языком, его книги пользовались среди народа такой популярностью, что приходилось по нескольку раз допечатывать и переиздавать их. Так, книги «О мавлиде», «Начало наук» выходили в свет по дважды, «Книга о Гусейне» — 3 раза, а «Путевой спутник» («Сафар ёлдаш») переиздавался 5 раз.
Среди авторов средневековья, которых он переводил — арабские учёные и писатели Мухиаддин Мухаммад ибн аль-Касим, Джалалуддин ас-Суюти, Джалал ад-Дин аль-Махалли, Худжат аль-Гамави, Мухаммад ибн Ахмад аль-Хатиб аль-Абшихи, Али Казикумухский, шейх Кунта Хаджи, Сиражуддин Гимринский. Осуществил ряд переводов дуа (мольбы) с арабского на кумыкский язык.
Занимался редактированием и изданием других авторов. Издал сборник стихов-тюрков Абдурахмана из Кака-Шура, сборник стихов Мухаммада из Чечни (на арабском и чеченском языках), книгу Абусуфьяна Акаева «Дуа маджму’» (на арабском и кумыкском языках) и др.
После 1917 по 1990 ни одно произведение Шихаммата-кади не было напечатано, а имя его замалчивалось.

## Избранные произведения и переводы
- «Аджам магъалли» («Основные вопросы мусульманского права»),
- «Аджаиб аль-умур : тарджамат Бадаи аз-зухур» (Интересные обстоятельства : пер. книги "Чудесные цветы" рассказы о пророках от Адама до Мухаммеда)
- «Ашрат ас-саа» («Признаки светопредставления»),
- «Розарий»,
- «Сонник»,
- «Шавахид Шихаммат»,
- «Мажму’ ул-хутуб»,
- «Медовый колодец»,
- «Ажам Махали»,
- «Кашфу карамат»,
- «Манасик»,
- «Молитва кадах»,
- «Фруктовые рассказы»,
- «Сладкие слова»,
- «Удивительное дело»,
- «Повесть об асхабул кахфи»,
- «Перевод Кудури»,
- «Иман Ислам. Мухтасар. Ма’рифат аль-Ислам. Я ибну Адам»,
- «Емиш хабарлар, ширин сёзлер» (Сборник занимательных рассказов и анекдотов),
- «Тазкир мавлид ан-наби»,
- «Илму баши, адашмас иуну охугъан яшы» (Начало науки, не сойдет с истинного пути прочитавший),
- «Гюл бакъча» (Цветник),
- «Асгъаб аль Кагъфланы хабарыны ; Зулькъарнайн пайхаммарны хабырыны таржумасы» (Повесть об обитателях пещеры, упоминаемые в суре "аль-Кахф" Повесть об Александре Македонском)
- и др.